# Biskupová
Biskupová (in ungherese Püspökfalu) è un comune della Slovacchia facente parte del distretto di Topoľčany, nella regione di Nitra.